# Manglar

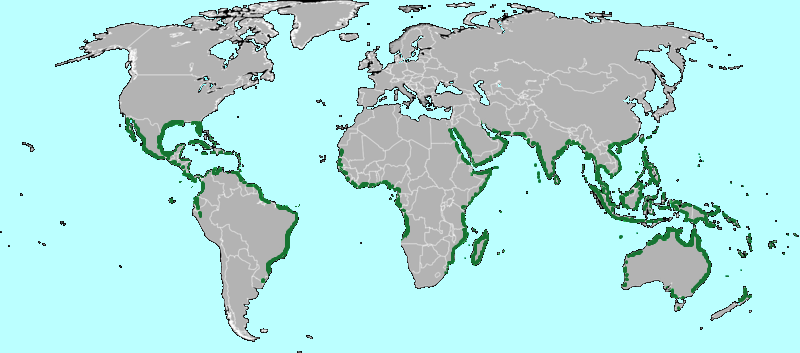
Els manglars es troben a la zona intertropical

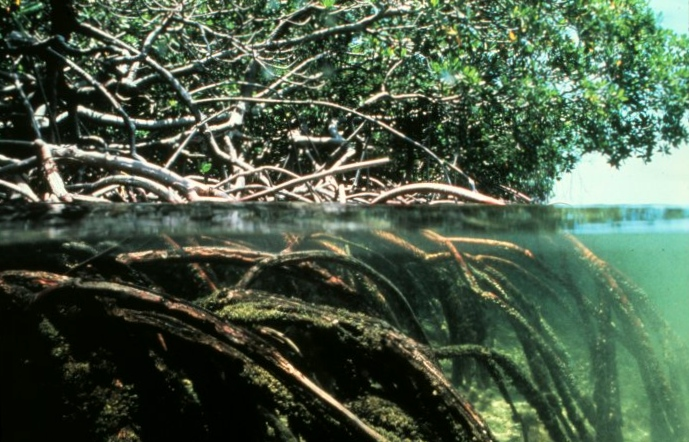
Vista per sobre i per sota de la superfície marina en un manglar.

Un manglar és un bioma de la zona tropical que es presenta en la zona de marees dels litorals plans i fangosos, en especial al Pacífic però també als oceans Atlàntic i a l'Índic. Es caracteritza per una formació vegetal helofítica constituïda especialment per mangles i també per d'altres espècies afins. Formen una espècie de bosc perennifoli dens i intricat, que acull una gran biodiversitat biològica a causa de la seva alta productivitat, i s'hi troben nombroses espècies de molts tipus.
Els manglars són especialment susceptibles als canvis provocats per les marees, i el que de dia és una platja, de nit pot convertir-se en fons marí amb la pujada de la marea.
Els manglars reben el seu nom dels arbres que els formen, els mangles. El manglar forneix recursos importants per als habitants de les zones on es troben com carbó vegetal, aliment i material de construcció.
La degradació ràpida de determinats manglars és preocupant, ja que, entre altres coses, són estabilitzadors naturals de zones litorals fràgils i perquè contribueixen a la resiliència ecològica (ràpida recuperació) després de ciclons tropicals i tsunamis i contra la pujada del nivell del mar motivada pel canvi climàtic.

## Corologia
Segons estimacions de la FAO de 2007, els manglars ocupaven més de 15 milions d'hectàrees (més de 150.000 km²), distribuïdes en 124 països en cinc regions, Àsia, Àfrica, Amèrica del Nord i Amèrica Central i Oceania, essent Àsia la regió on hi ha la major extensió. Els cinc primers països Indonèsia, Austràlia, Brasil, Nigèria i Mèxic tenen el 48% de la superfície total ocupada pels manglars.
| Regió                              | Superfície (km²) | %    |
| ---------------------------------- | ---------------- | ---- |
| Àsia                               | 60.477,98        | 38,5 |
| Àfrica                             | 32.427,54        | 20,6 |
| Amèrica del Nord i Amèrica Central | 23.581,05        | 15.0 |
| Amèrica del Sud                    | 20.377,64        | 13,0 |
| Oceania                            | 20.185,37        | 12,9 |

El manglar es troba en zones costaneres, preeminentment entre les latituds de 30° Nord i 30° Sud, és a dir a la zona intertropical. En general, els manglars creixen millor als climes equatorials humits que a les zones amb pluges estacionals, com les de clima monsònic, o a les que tenen climes més àrids. En general la seva capacitat de creixement i producció de biomassa decreix amb la latitud. Els límits extrems es troben, al Japó (31°22' N) i les Bermudes (32°20' N) a l'hemisferi nord i a Nova Zelanda (38°03' S), Austràlia (38°45' S) i a l'Àfrica del Sud (32°59' S).
- A l'Àfrica:
  - Àfrica oriental: del sud de Somàlia a Moçambic fa vora 15 m d'alçària.
  - Al nord, en les vores del Mar Roig i l'Oceà Índic fa tan sols cap a 5 m d'alçada però creix en una zona desèrtica.
  - Àfrica occidental en el golf de Guinea.
  - A Madagascar.
- A l'Àsia es pot veure el manglar en les petites illes més meridionals del Japó i en quasi totes les illes que separen Àsia d'Austràlia on també n'hi ha.
- El manglar més gran es troba als rius Ganges i Brahmaputra.
- A Amèrica del Sud el manglar és quasi únicament en el litoral nord i a Amèrica central fins a l'estat de l'Equador alguns arbres passen de 30 m d'alt a la Guaiana.
- A Amèrica del Nord el manglar creix al litoral del sud de Florida.[5]

## Tipus de manglar
Els manglars són més diversos en els paleotròpics (Índia, sud-est asiàtic, Malàisia) que a l'Amèrica tropical (neotròpic). La diversitat més baixa passa al Carib. Diversos autors donen xifres lleugerament diferents per al nombre d'espècies bona fide de mangles, i. e., aquelles espècies llenyoses endèmiques al biòtop, és a dir que no es troben en cap altre biòtop. Les més acceptades són: Famílies 11, gèneres 16, espècies 55. Més recents que els esmentats aquí, presenta dades una mica diferents: Famílies 16, gèneres 20, espècies, 54. No obstant això, totes les espècies anomenades mangles per Chapman, estan en llista de Hogarth-Tomlinson, la diferència està en els anomenats  components menors, espècies poc freqüents però només trobades als manglars. La taula següent presenta les 55 espècies de mangle i la distribució. Un dels manglars més grans del món, són els del riu Amazones.
Han estat proposades diferents tipologies de manglar. Ariel E. Lugo i Samuel C. Snedaker, van proposar l'any 1974 sis tipus funcionals de manglar:
- Petites illes de manglar, habitualment formades per les marees.
- Manglars situats a les vores de la costa protegida, influenciades per la marea diària. Són sensibles a l'erosió i a una llarga exposició a aigües turbulentes i marees.
- Pedaços esponerosos de manglar al llarg de rius que són inundats diàriament per la marea. Es tracta d'un ecosistema molt productiu per la presència de molta aigua dolça i nutrients aportats pel riu.
- Manglars amb arbres petits, situats a la part interior dels aiguamolls i en depressions de drenatge. La seva situació fa que l'aigua circuli cap a la costa a una velocitat lenta.
- Manglars similars als anteriors però situats en zones més elevades.
- Manglars amb mangles nans, situats al llarg de franges de costa plana.

Aquesta classificació no aporta informació sobre els processos físics que s'hi donen. El 1992 C. Woodroffe va suggerir tres tipus de manglar, el de domini fluvial, el del domini mareal i el manglar interior menys influenciat pels rius i les marees. El 1982, B.G. Thom i R.W. Galloway van proposar sis classes de manglar en funció del substrat, l'amplitud de les marees i la sedimentació:
- Grans sistemes deltaics: baixa amplitud de les marees, sediments força prims i de tipus al·lòcton (formats a un lloc diferent)
- Planes mareals: els sediments són remoguts per les marees i hi ha grans fangars colonitzables pels mangles.
- Planes influenciades tant per les marees com per la sedimentació al·luvial.
- Franges barrera amb llacunes, amb sediments autòctons de sorra prima i fang.
- Valls de substrat rocallós negades.
- Costes de corall: manglars sobre la sorra a les plataformes dels esculls de corall.

## Fauna
Nombroses espècies d'ocells viuen als manglars, però els crancs, els mol·luscs, els crustacis i els peixos són els més abundants. La zona aèria està ocupada per insectes, rèptils i ocells.
A Bangladesh, el manglar és el darrer refugi del tigre de Bengala. També hi ha simis com els macacos que l'encavallament de les branques els beneficia. Entre els ocells hi ha l'Ibis roig a l'illa de Trinitat.
Al manglar de Borneo hi viu amb freqüència el simi nassut.

## Flora
L'evolució presenta una convergència de solucions per afrontar la salinitat i la humitat variable, la manca d'oxigen en els sòls i la llum intensa pròpia dels tròpics.
Quatre espècies d'arbres adaptats són presents sempre al manglar:
- Rhizophora mangle el menys resistent a la salinitat.
- Avicennia germinans creix darrere de l'anterior.
- Mangle blanc (Laguncularia racemosa)
- Conocarpus erectus no està adaptat a la immersió però suporta un grau de salinitat més alt.

## Successió i zonació dels manglars

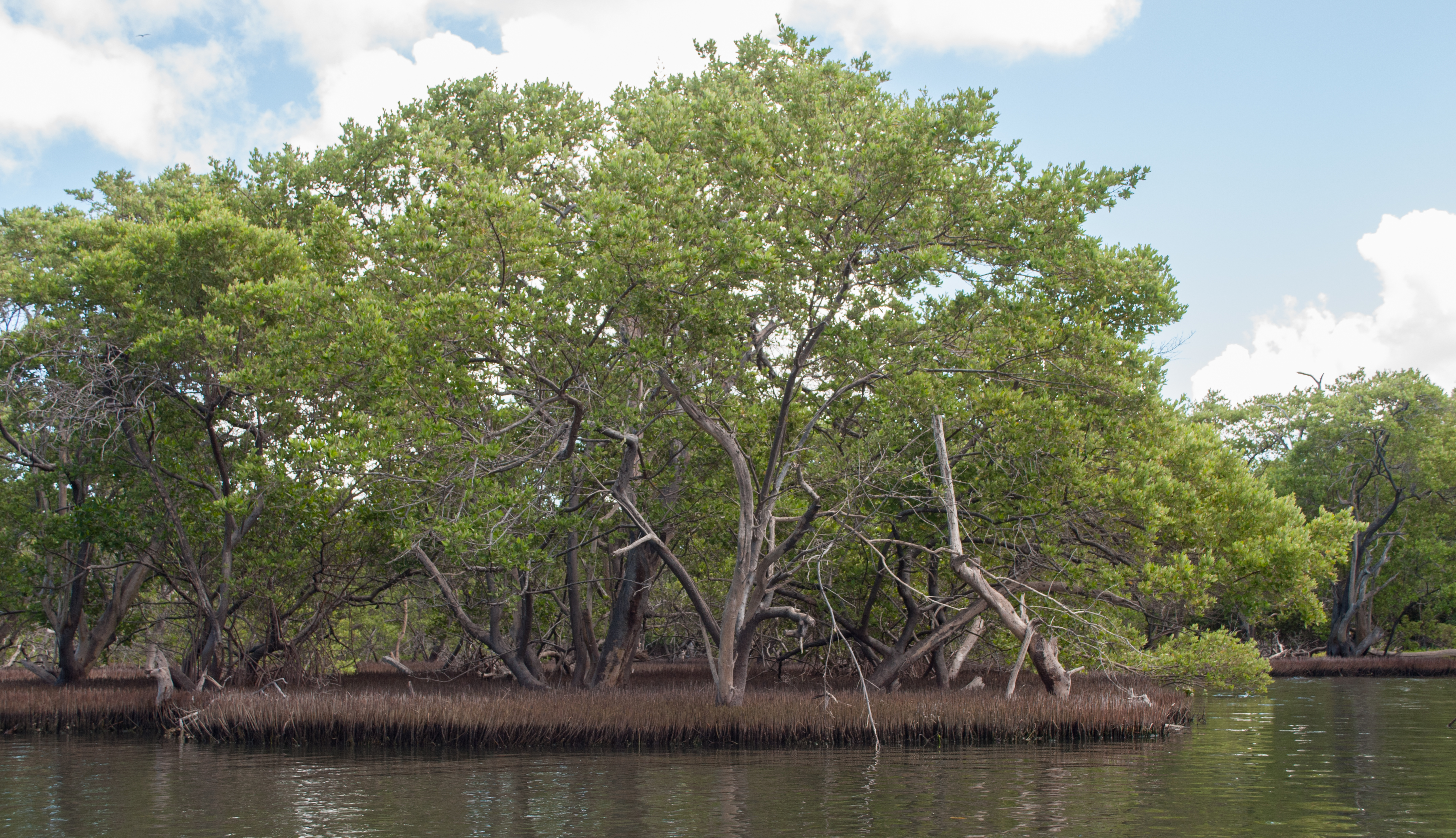
Manglar a La Restinga, Veneçuela.

Les diferents espècies de mangle difereixen en la tolerància a la salinitat (halòfites), a les baixes concentracions d'oxigen, a l'estabilitat del substrat, a la freqüència d'inundació (hidroperíode), a la relació precipitació-evaporació, i a les característiques del relleu, entre altres factors, els quals seran determinants també per a la “zonació” o patrons de distribució de les diferents espècies. Les espècies de mangle, com a espècies halòfites, poden tolerar concentracions variables de salinitat: es poden trobar des de 0% (unitats pràctiques de salinitat) fins a 70% (la salinitat del mar és d'aproximadament 35%). Al continent americà es troben distribuïdes poques espècies; a Mèxic i al Carib es poden identificar 3 o 4 espècies de manglars.
S'ha determinat que la colonització la inicia el mangle vermell (Rhizophora mangle), una espècie que tolera salinitat des de 0 fins a 45, requereix de temps d'inundació majors i aigües amb més circulació i s'arrela bé en sòls molt tous i inestables, els quals consolida i estabilitza en créixer; això permet la colonització d'altres espècies, com el mangle salat, mangle negre (Avicennia germinans), una de les espècies més tolerants a la salinitat: en sòls hipersalins (70 ups) pot modificar la seva estructura fisonòmica, formant arbustos o matolls; posseeix pneumatòfors que li permeten fer intercanvi de gasos; igualment referma els sòls. El mangle babau o mangle blanc (Laguncularia racemosa) es pot trobar distribuït entre els dos anteriors; tolera salinitats de 0 a 45 ups, sovint d'inundació menor al mangle vermell i major al mangle negre, a més d'un substrat (sòl) encara més estable. En alguns llocs pot estar present el mangle Saragossa o mangle botonet (Conocarpus erectus), una espècie que està més en contacte amb la vegetació terrestre. Com que les diferents espècies de mangle transformen els seus substrats i creen així hàbitat per a altres espècies, la successió dóna origen a una seqüència d'espècies des del front marí fins a la terra ferma (una zona).

## Importància biològica, ecològica i sociocultural dels manglars
Els manglars malgrat la seva àrea de cobertura relativament petita en comparació amb altres biòtops terrestres (v. gr., boscos latifoliats caducifolis tropicals), constitueixen un dels 14 biomes terrestres és a dir, conformen una cohort singular, excel·lent, de plantes i animals que habita espais amb característiques físiques igualment singulars.

### Importància biològica

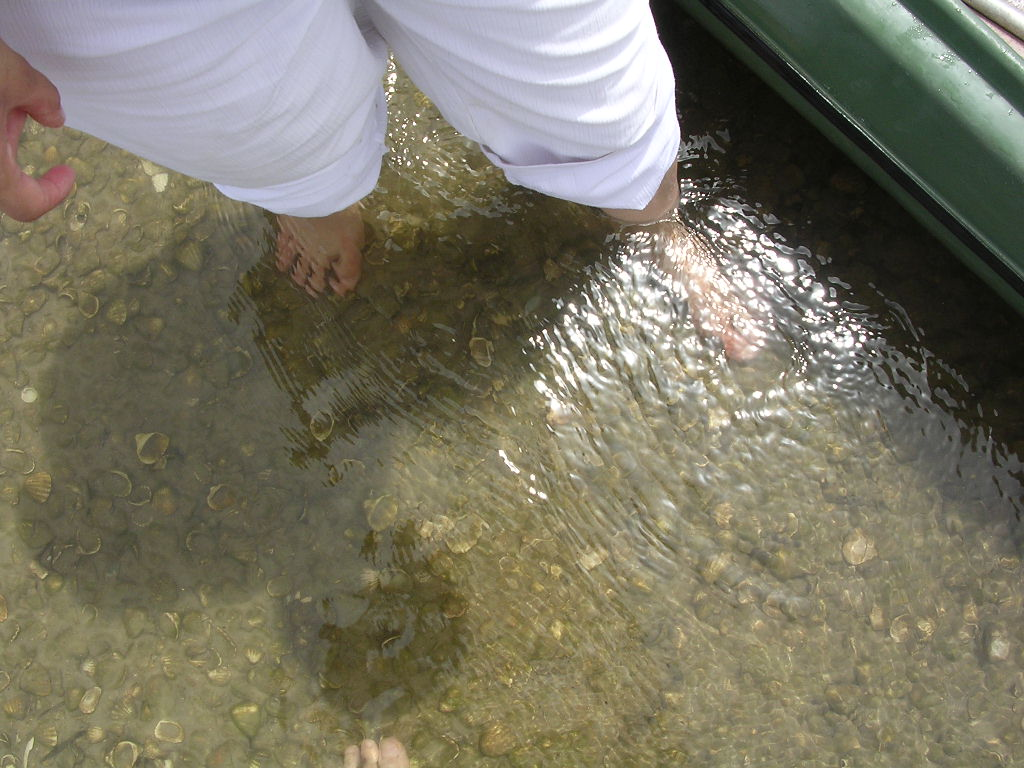
Exemple de mol·luscs i crustacis d'un manglar. Delta del Saloum, Senegal.

- Hàbitat d'espècies migratòries, principalment aus que passen als tròpics i subtròpics la temporada hivernal septentrional o meridional.
- Hàbitat d'estadis juvenils de molts peixos pelàgics i litorals, mol·luscs, crustacis, equinoderms, anèl·lids, els hàbitats dels quals en estadis adults són les praderies de fanerògames, les maresmes i llacunes costaneres, els esculls coral·lins o altres, fins i tot d'aigües dolces dels continents (aproximadament el 70% dels organismes capturats al mar, fan part del seu cicle de vida en una zona de manglar o llacuna costanera).
- Per la seva condició de ecotó entre els dos grans tipus de biomassa, els manglars allotgen gran quantitat d'organismes terrestres i marins.
- Posseeixen una productivitat primària molt alta el que manté una complexa xarxa tròfica amb llocs de nidament d'aus, zones d'alimentació, creixement i protecció de rèptils, peixos, crustacis, mol·luscs, entre d'altres (MacNae, 1968; Norudin, 1987; Flores- Verdugo, 3000)

### Importància ecològica
- Els manglars protegeixen el litoral del golf contra l'erosió costanera que deriva de l'onatge i les marees, a conseqüència de l'estabilitat del pis litoral que proveeixen les arrels fulcres; d'altra banda, el dosser dens i alt del bosc de manglar és una barrera efectiva contra l'erosió eòlica (vents d'huracans, etc.), encara durant les temporades de fortes tempestes
- Els manglars són un pal·liatiu contra possibles canvis climàtics no només per ser fixadors de CO2, sinó a més perquè el manglar immobilitza grans quantitats de sediments rics en matèria orgànica.
- També mitjançant aquest mecanisme, els manglars atrapen contaminants (v. gr., compostos orgànics tòxics persistents i metalls pesants)
- Els ambients hipòxics dels manglars (i dels aiguamolls i llacunes costaneres) purifiquen les aigües cloacals transportades pels afluents i disminueixen el canvi climàtic mitjançant l'oxidació o reducció de l'òxid nitrós (gas d'efecte hivernacle) -producte de la descomposició anaeròbica de la matèria orgànica-a òxid nítric oa nitrogen molecular respectivament.
- S'estima que per cada mena de manglar destruïda es perden anualment 767 kg d'espècies marítimes d'importància comercial (Turner, 1991)

### Importància sociocultural

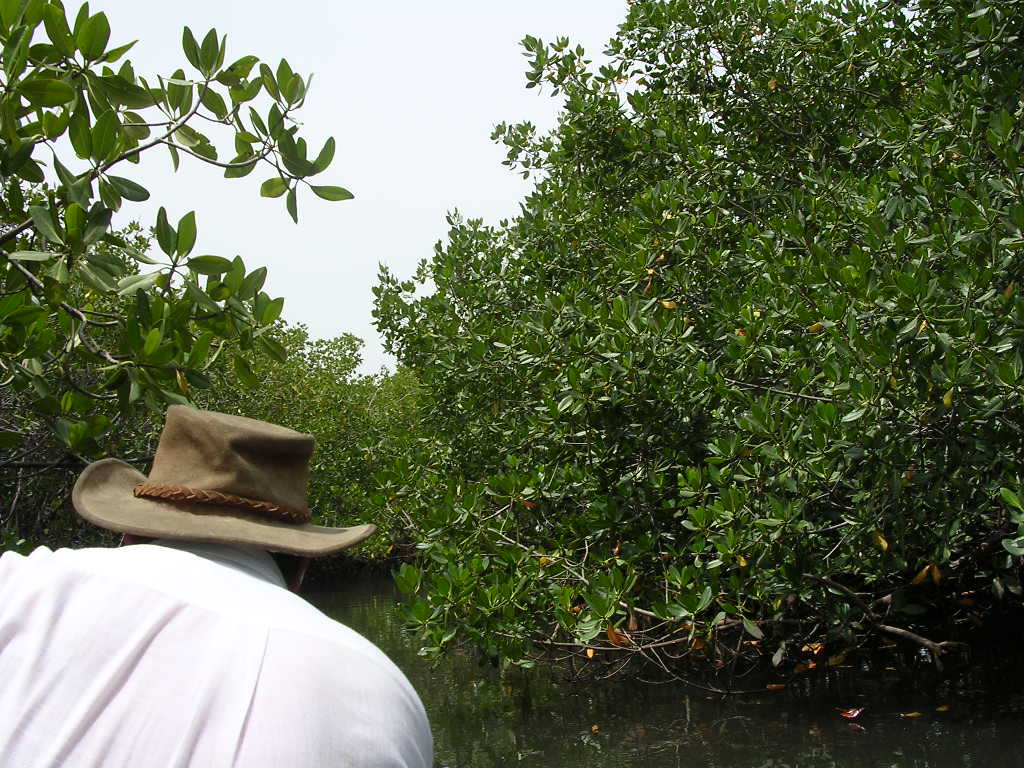
Les branques dels manglars són útils per obtenir carbó vegetal, com aquest al Senegal.

Els manglars tenen un paper important com a font de recursos insubstituïbles per a moltes poblacions camperoles als tròpics. Això és particularment crític en aquelles regions on les àrees terrestres adjacents als manglars són predominantment àrides, v. gr., delta del Níger, cinturó àrid pericaribeny, golf de Bengala i, per tant, limitades en la seva oferta i diversitat de recursos. A continuació es llisten els recursos més importants. Val a dir que aquests han estat explotats sense detriment des de fa centenars i encara milers d'anys; no obstant això, recentment (des de mitjans del segle xx), el creixement poblacional, l'expansió urbana, la preponderància del consumisme i l'adveniment de tecnologies extractives eficients han delmat els recursos del manglar a moltes regions, fins i tot condicions irreversibles de deteriorament i esgotament.
- La pesca industrial a gran escala i l'artesanal en l'àmbit familiar
- Carbó de llenya, fusta de mangle per a construcció i llenya
- Zoocria de moltes espècies (capibara, caiman comú, etc.)
- Extracció de sal
- Extracció de tanins
- Cacera
- Recreació i turisme

## Galeria

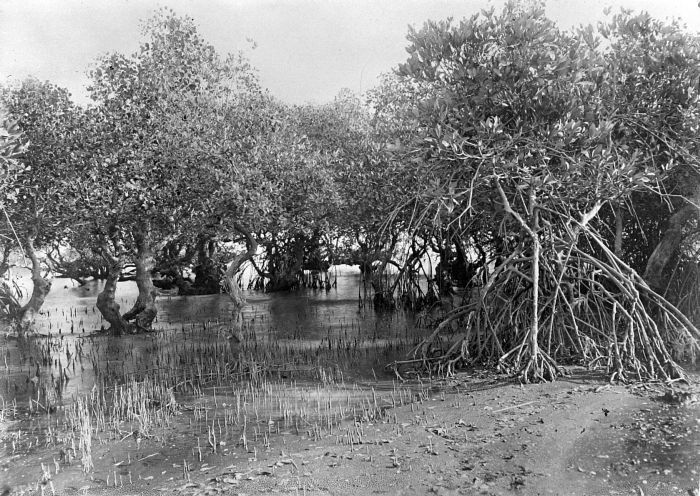
Manglar de Sonneratia a Pasuruan, Java
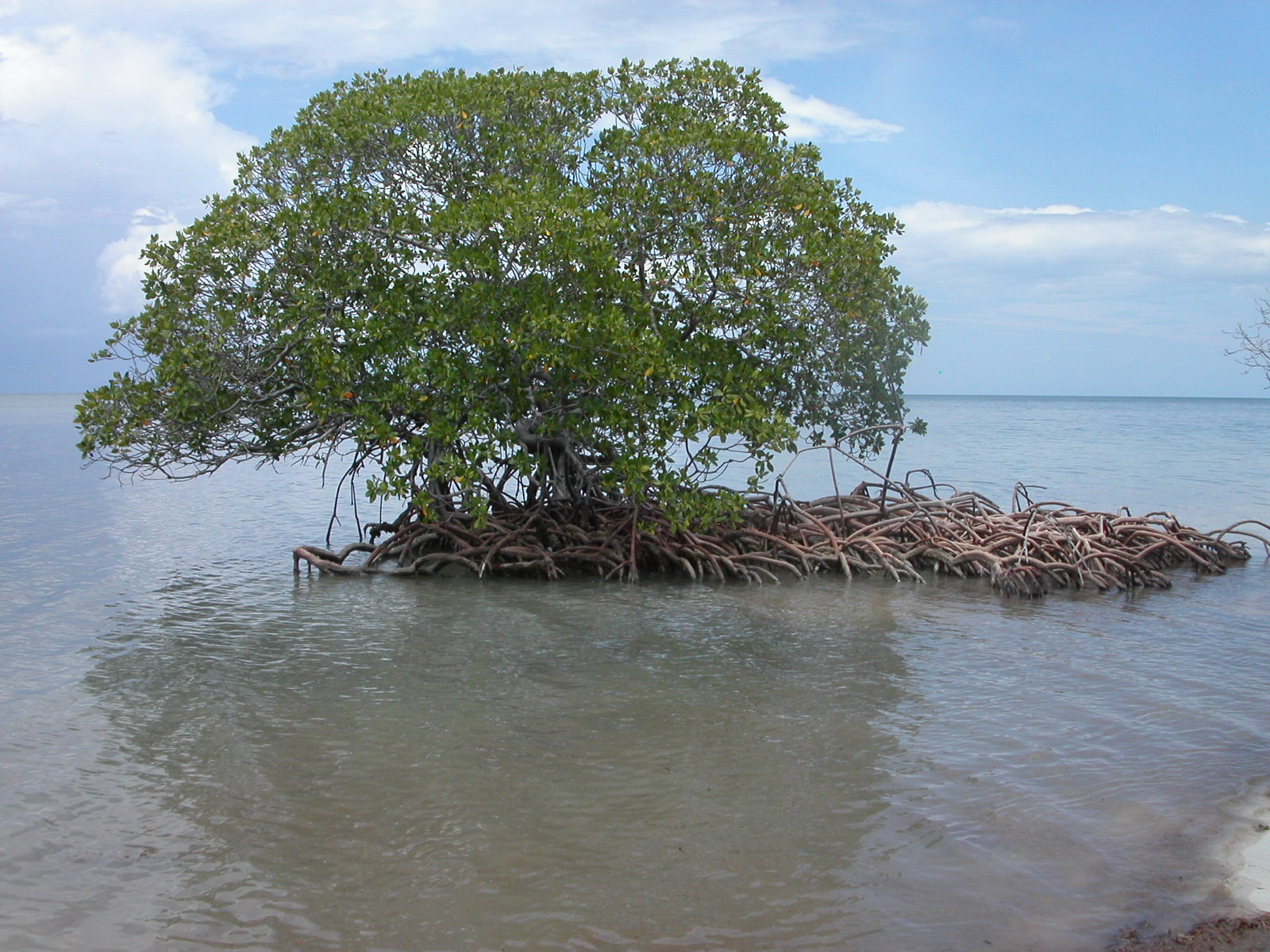
Mangle a Cuba que dona la impressió d'avançar sobre les seves arrels
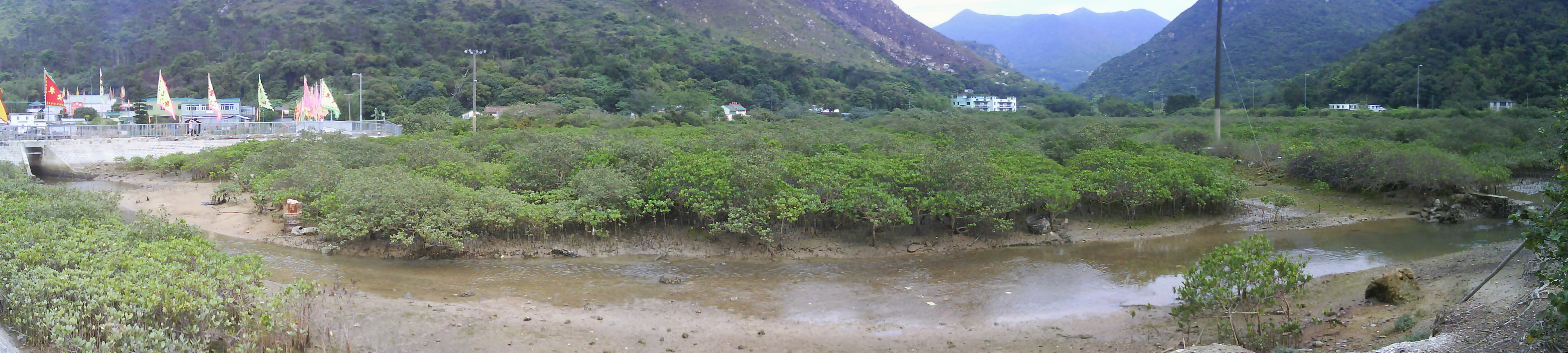
Manglar a Hong Kong, Xina
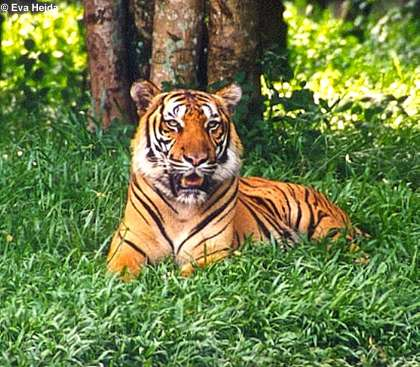
Tigre de Bengala que viu també al manglar a Bangladesh
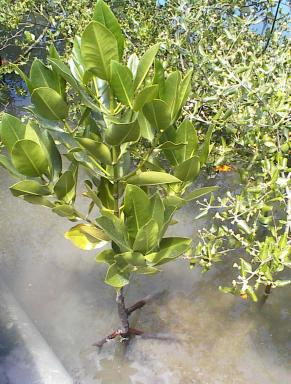
Les arrels tenen un paper en la respiració dels mangles i acullen nombrosos organismes
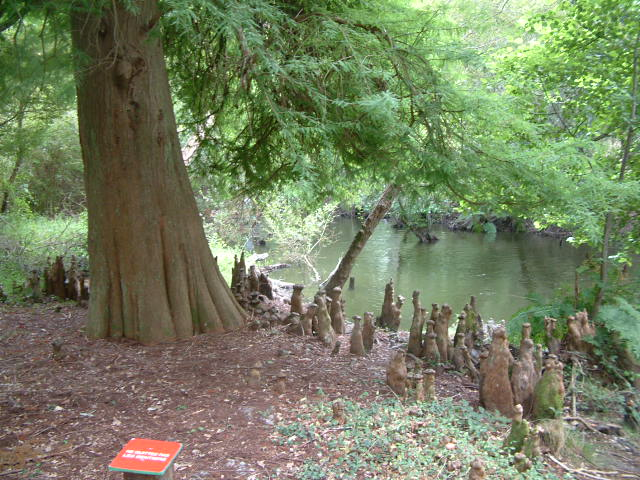
Les arrels del xiprer dels pantans (Taxodium distichum) evoquen les arrels respiratòries dels mangles però no estan adaptats a les aigües salades
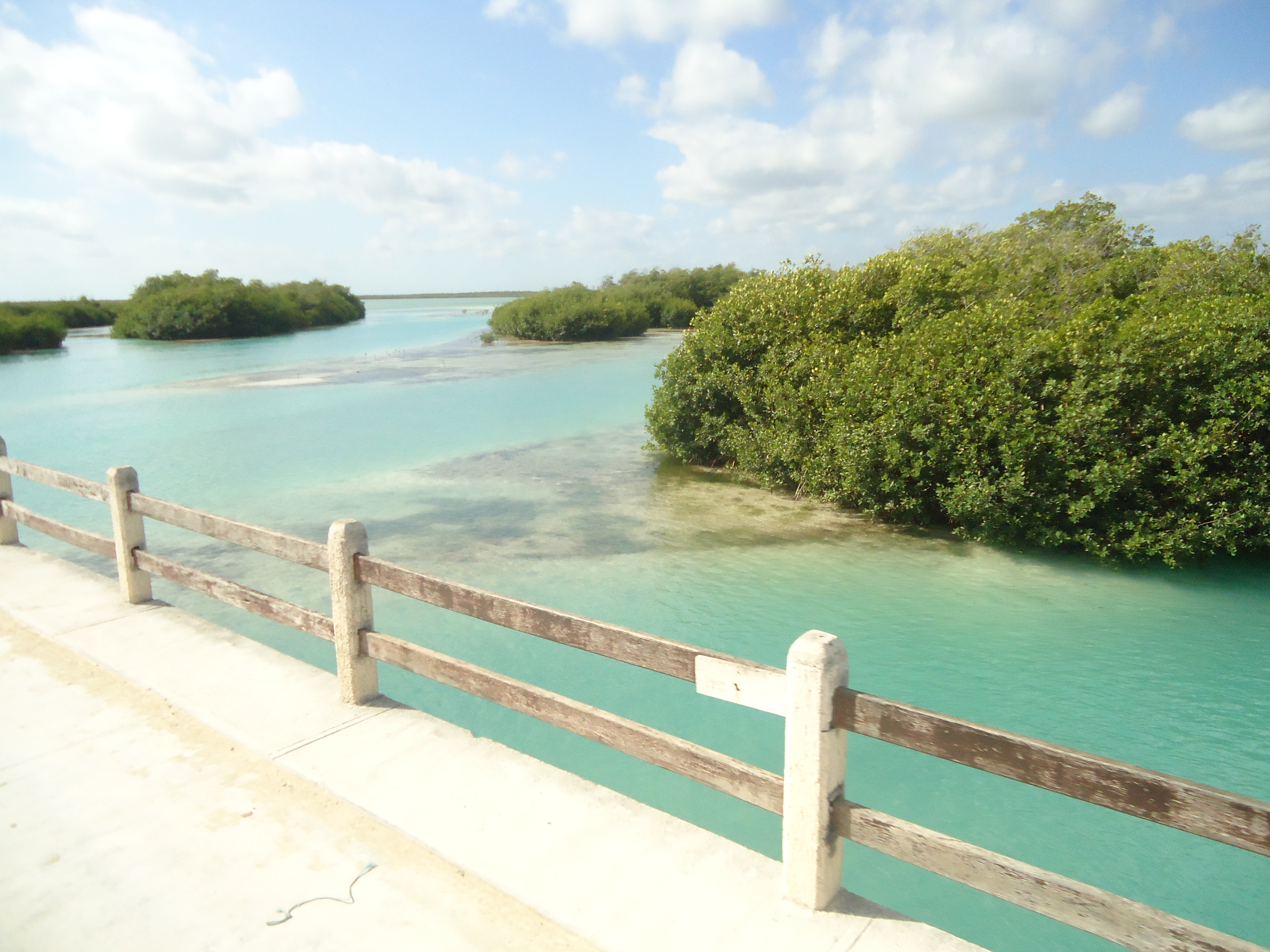
Manglars a la Reserva de la Biosfera de Sian Ka'an, a Mèxic